# Syntormon flexiblis
Syntormon flexiblis är en tvåvingeart som beskrevs av Becker 1922. Syntormon flexiblis ingår i släktet Syntormon och familjen styltflugor. Inga underarter finns listade i Catalogue of Life.